# Адамів (гміна, Замойський повіт)
Гміна Адамів (пол. Gmina Adamów) — сільська гміна у східній Польщі. Належить до Замойського повіту Люблінського воєводства.
Станом на 31 грудня 2011 у гміні проживало 4920 осіб.

## Площа
Згідно з даними за 2007 рік площа гміни становила 110.55 км², у тому числі:
- орні землі: 56.00%
- ліси: 41.00%

Таким чином, площа гміни становить 5.90% площі повіту.

## Населення
Станом на 31 грудня 2011:
| Опис     | Загалом | Загалом | Чоловіки | Чоловіки | Жінки | Жінки |
| -------- | ------- | ------- | -------- | -------- | ----- | ----- |
| одиниця  | осіб    | %       | осіб     | %        | осіб  | %     |
| все      | 4920    | 100     | 2492     | 50.65    | 2428  | 49.35 |
| міське   | 0       | 100     | 0        |          | 0     |       |
| сільське | 4920    | 100     | 2492     | 50.65    | 2428  | 49.35 |

## Сусідні гміни
Гміна Адамів межує з такими: Краснобруд, Криніце, Лабуне, Замосць, Звежинець.